# Circopetes obtusata
Circopetes obtusata är en fjärilsart som beskrevs av Walker 1860. Circopetes obtusata ingår i släktet Circopetes och familjen mätare. Inga underarter finns listade i Catalogue of Life.

## Bildgalleri

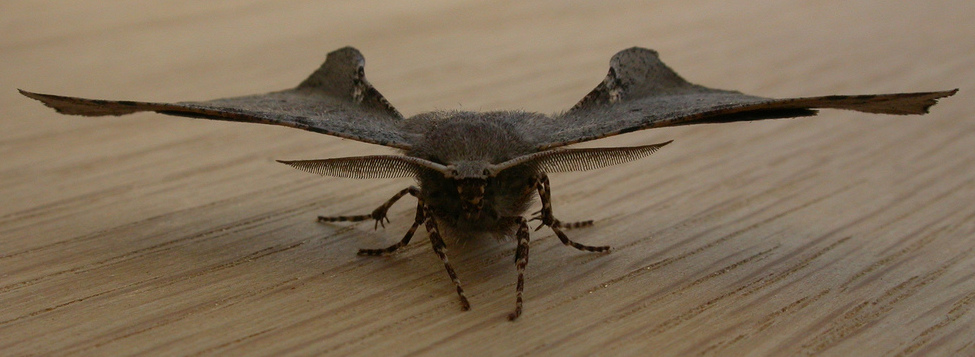
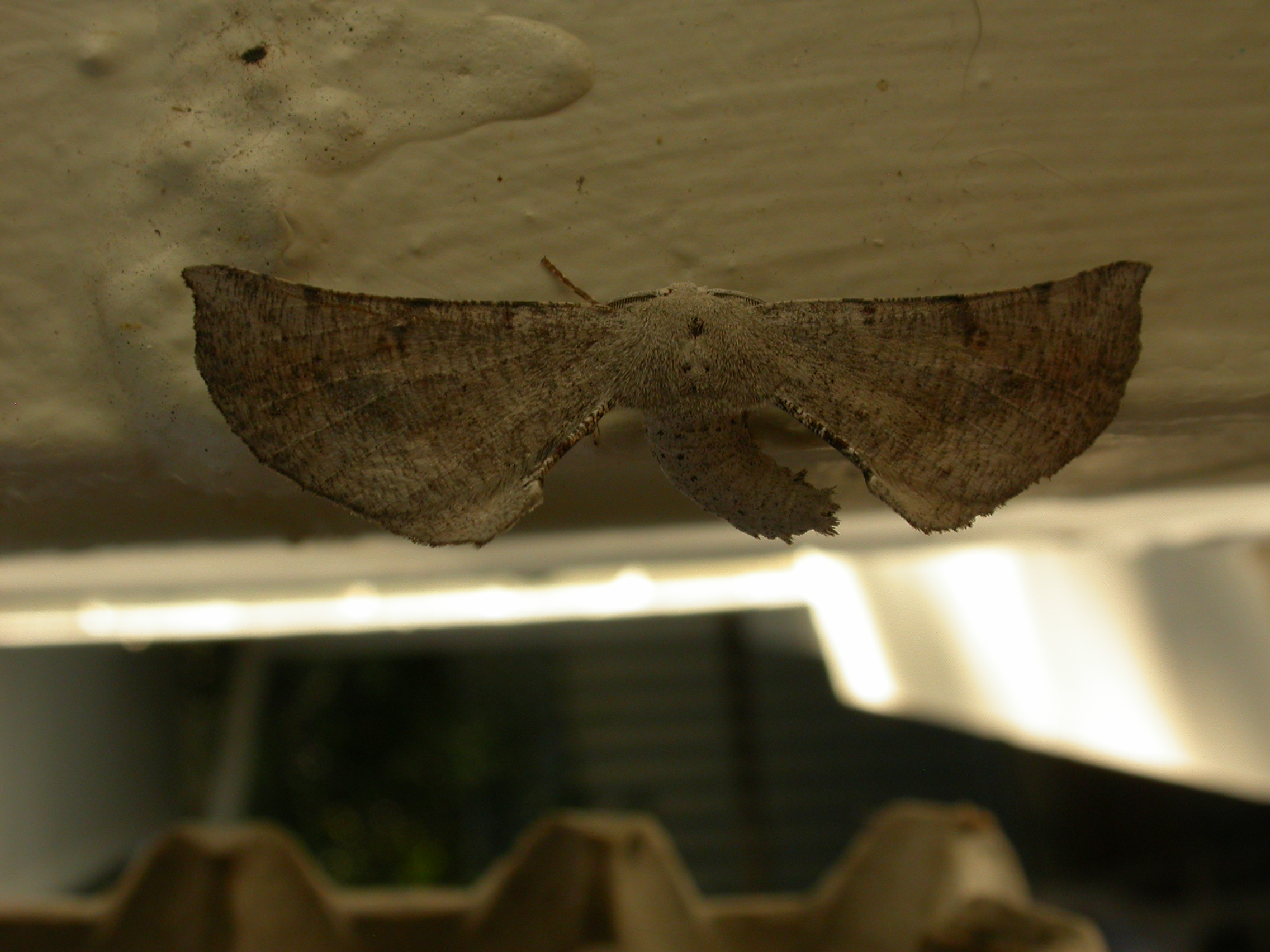
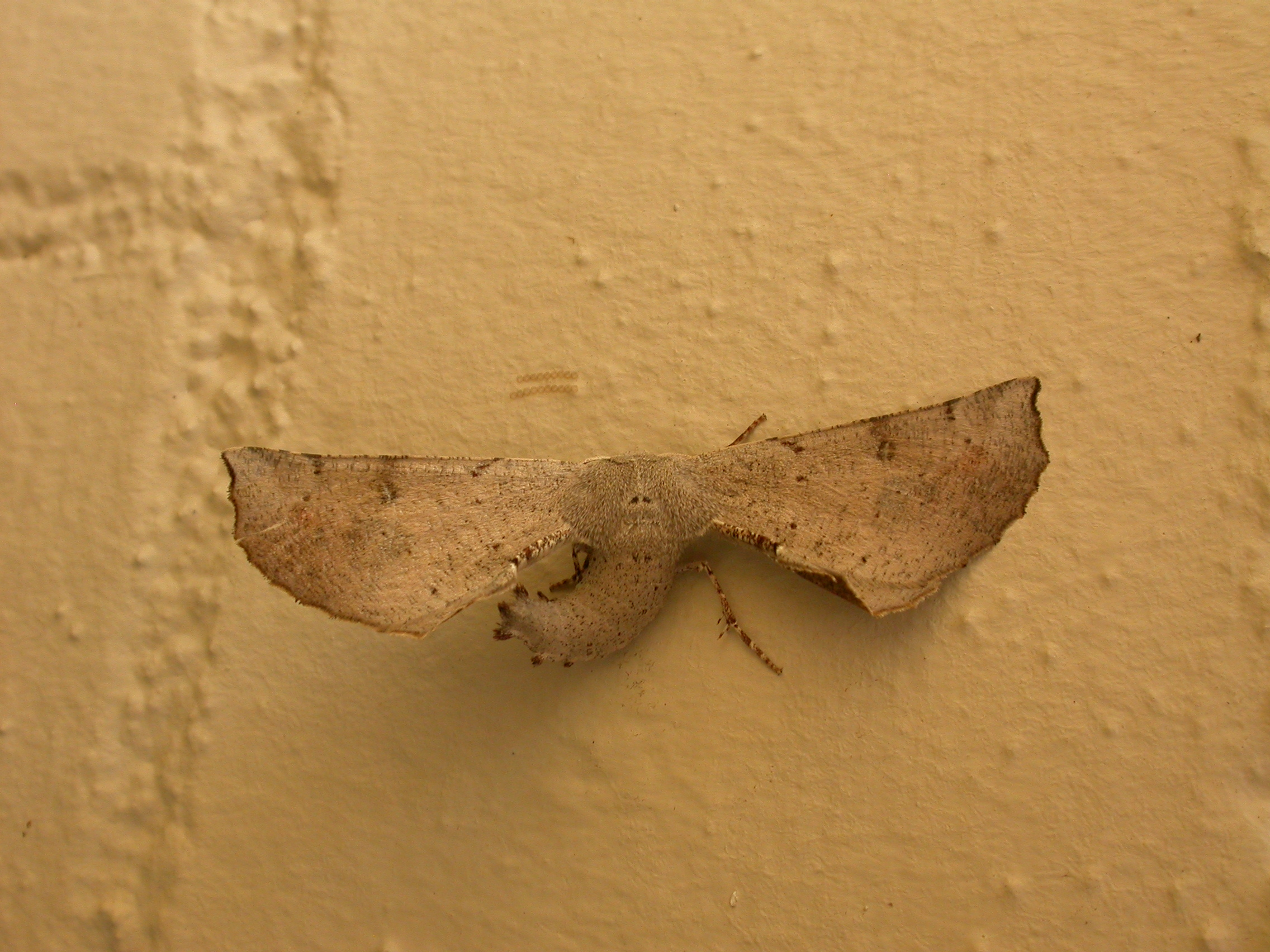